# Hunter (revista)
Hunter fue una revista de cómics editada por Riego Ediciones y Norma Editorial que se publicó en España entre 1980 y 1981 (en pleno esplendor del denominado boom del cómic adulto en España), con un precio de 100 pesetas. 

## Trayectoria editorial
La revista fue editada en un principio por Riego Ediciones (hasta el número 6). 
A partir del séptimo sería Norma Editorial la que se encargaría de publicarla, variando la estética de la cabecera con diferentes tipografías y viñetas ampliadas como portadas.
No tuvo el respaldo esperado y cerró después de 12 números. Sus contenidos continuaron en los primeros números de la revista Sargento Kirk.

## Contenido
Su temática estaba exclusivamente relacionada con las historietas de vaqueros (western). En sus páginas colaboraron ilustradores como Enrich y Longaron, además de dibujantes de la talla de Jesús Blasco, Carlos Giménez, Manfred Sommer, Jean Giraud con su Blueberry, Hugo Pratt o Antonio Hernández Palacios, autores de las siguientes series:

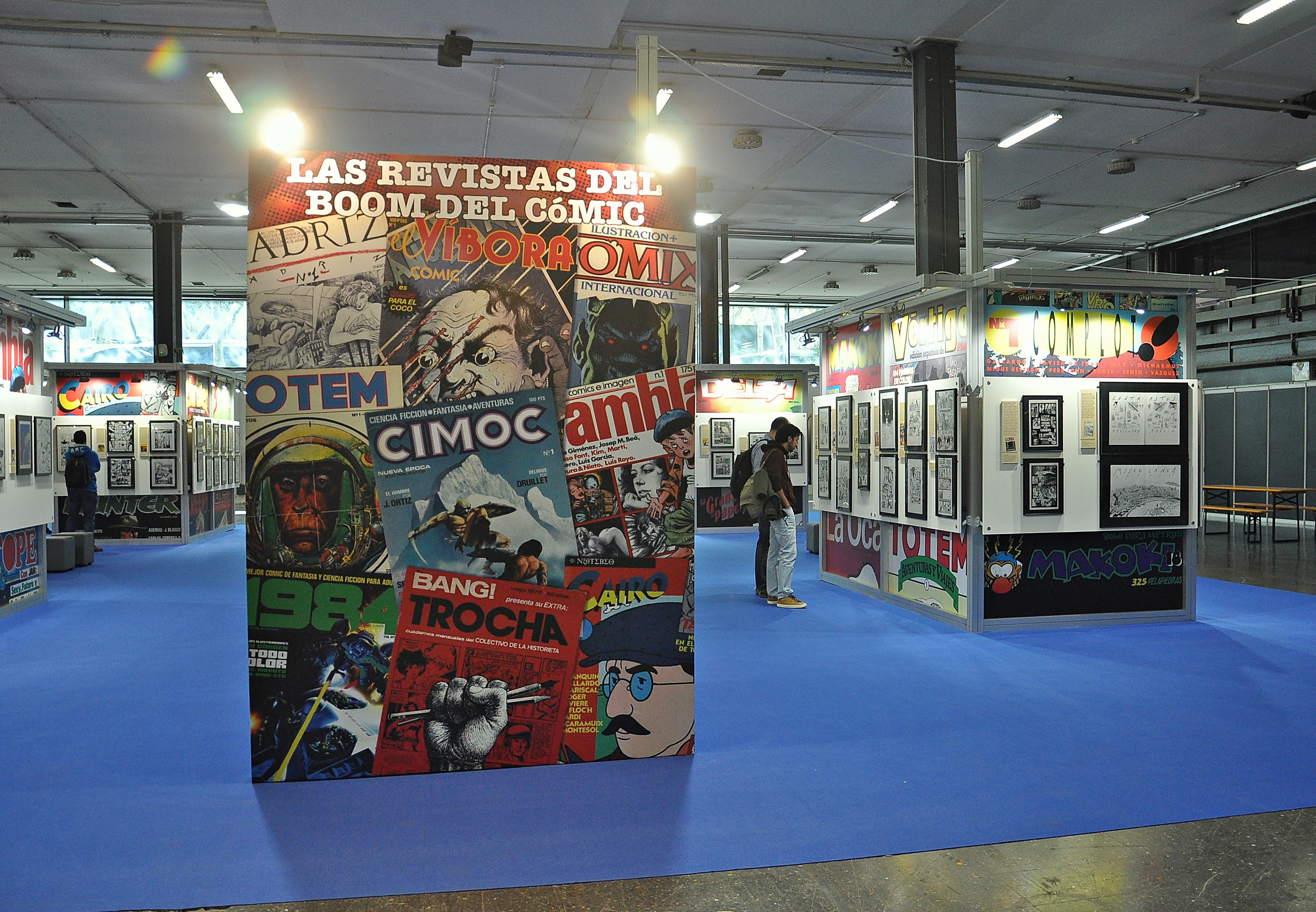
Imágenes de portadas de revistas de historieta en la edición del 2018 del Salón de Barcelona. En el lado de la izquierda, al fondo, se ve el rótulo de Hunter.

| Números | Título                | Guionista             | Dibujante                  | Procedencia    |
| ------- | --------------------- | --------------------- | -------------------------- | -------------- |
| 1-4     | El lobo solitario     | Manfred Sommer        | Manfred Sommer             |                |
| 1-6     | Los Guerrilleros      | Jesús Blasco          | Jesús Blasco               | Chito (1974)   |
| 1-9     | Gringo                | Carlos Giménez        | Carlos Giménez             |                |
| 1-9     | La historia del Oeste | Jordi Longarón        | Jordi Longarón             |                |
| 5       | Blueberry             | Jean-Michel Charlier  | Jean Giraud                | Pilote         |
| 5-9     | Mac Coy               | Jean-Pierre Gourmelen | Antonio Hernández Palacios |                |
| 7       | Jonathan Cartland     | Laurence Harlé        | Michel Blac-Dumont         |                |
| 10      | Mestizo               | Carlos Echevarría     | Luis Bermejo               |                |
| 10      | Loco Sexton           | Héctor G. Oesterheld  | Arturo del Castillo        | Skorpio (1975) |
| 11      | Sargento Kirk         | H. G. Oesterheld      | Hugo Pratt                 |                |

## Enlaces
- Ficha de Tebeosfera

- Datos: Q5905289